# Martín de Azpilcueta

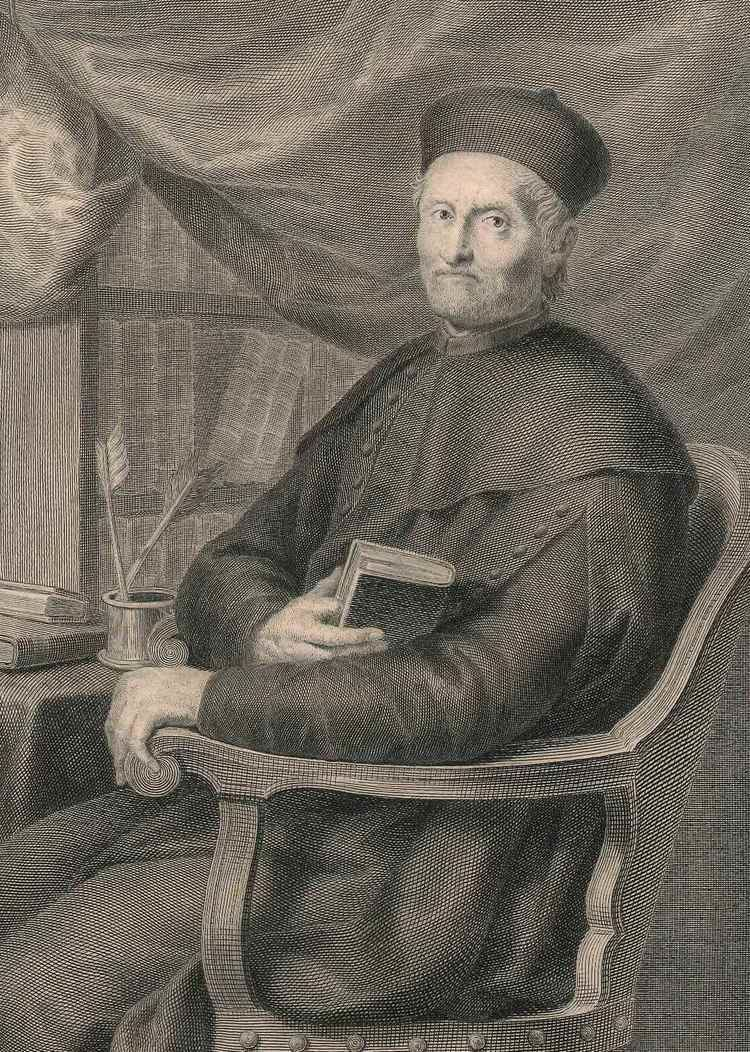
Martín de Azpilcueta

Martín de Azpilcueta (ur. 13 grudnia 1491 w Barásoain, zm. 1 czerwca 1586 w Rzymie) – hiszpański kanonista i teolog, a także wczesny ekonomista, który jako pierwszy opracował ilościową teorię pieniądza. Profesor prawa kanonicznego w Tuluzie.